# Raión de Skvyra
Skvyra (en ucraniano: Сквирський район) es un raión o distrito de Ucrania en el óblast de Kiev. 
Comprende una superficie de 980 km².
La capital es la ciudad de Skvyra.

## Demografía
Según estimación 2010 contaba con una población total de 44320 habitantes.

## Otros datos
El código KOATUU es 3224000000. El código postal 09000 y el prefijo telefónico +380 4568.